# Rémi Leventoux
Rémi Leventoux, né le 12 février 1992 à Levallois-Perret, est un handballeur professionnel français.
Il mesure 2,02 m et pèse 110 kg. Il joue au poste de pivot pour l'US Créteil depuis 2023.

## Biographie
Originaire de Levallois-Perret, Rémi Leventoux commence le handball à 14 ans en région parisienne. En seconde, il rejoint le pôle espoirs de Chartres et le club du Chartres Mainvilliers un an après. En 2010, il intègre le centre de formation du Montpellier Handball où il passe 3 saisons, étant ponctuellement retenu dans l'équipe professionnelle. Il joue ensuite une saison à l'US Saintes en Nationale 1 puis une saison pour le club allemand du TV 1893 Neuhausen en 2. Bundesliga. En 2015 après deux bonnes saisons, il paraphe un contrat avec le Pontault-Combault Handball et signe en 2019 pour le Fenix Toulouse Handball.
En 2021, en fin de contrat avec Toulouse, il signe un contrat le 12 mars au Sporting Lisbonne mais le 4 avril, il se blesse gravement (rupture du ligament croisé). En juillet, le club portugais décide alors unilatéralement de rompre le contrat liant les deux parties et est condamné en octobre 2024 à payer 112 000 € à Leventoux.
Il se retrouve alors 6 mois sans club avant de rebondir en Suisse au Pfadi Winterthur en janvier 2022 puis au ASV Hamm Westfalen en Bundesliga début novembre pour un contrat jusqu'à la fin de l'année
En janvier 2023, il termine la saison à l'US Ivry puis rejoint au cours de l'été l'US Créteil.